# Expedição 62
Expedição 62 foi a 62º missão de longa duração para a Estação Espacial Internacional, iniciada dia 06 de fevereiro de 2020 com o desacoplamento da nave Soyuz MS-13 e encerrada dia 17 de abril de 2020 com o desacoplamento da Soyuz MS-15. A expedição consistiu do comandante russo Oleg Skripochka, como também os engenheiros de voo norte-americanos Jessica Meir e Andrew Morgan. A segunda parte da Expedição 62 foi junta dos tripulantes da Soyuz MS-16.

## Tripulação
| Posição             | Fevereiro-abril de 2020 | Abril de 2020       |
| ------------------- | ----------------------- | ------------------- |
| Comandante          | Oleg Skripochka         | Oleg Skripochka     |
| Engenheira de voo 1 | Jessica Meir            | Jessica Meir        |
| Engenheiro de voo 2 | Andrew Morgan           | Andrew Morgan       |
| Engenheiro de voo 3 |                         | Anatoli Ivanishin   |
| Engenheiro de voo 4 |                         | Ivan Vagner         |
| Engenheiro de voo 5 |                         | Christopher Cassidy |